# Ebracteola
Az Ebracteola a szegfűvirágúak (Caryophyllales) rendjébe, ezen belül a kristályvirágfélék (Aizoaceae) családjába tartozó nemzetség.

## Előfordulásuk
Az Ebracteola-fajok természetes körülmények között csak a Dél-afrikai Köztársaságban, valamint Namíbia területén találhatók meg.

## Rendszerezés
A nemzetségbe az alábbi 4 faj tartozik:
- Ebracteola derenbergiana (Dinter) Dinter & Schwantes
- Ebracteola fulleri (L.Bolus) Glen
- Ebracteola montis-moltkei (Dinter) Dinter & Schwantes
- Ebracteola wilmaniae (L.Bolus) Glen